# Білик Мирослав Степанович
Миросла́в Степа́нович Бі́лик (нар. 11 вересня 1948, с. Оріховець, Підволочиський район, Тернопільська область, УРСР) — український вчений, архітектор і будівельник, громадський діяч та лідер, керівник у науково-проєктно-будівельній галузі. Заслужений архітектор України. Почесний працівник будівництва та архітектури. Доктор будівництва. Брат Любомира Білика.

### Захистив дисертацію на здобуття вченого ступеня «ДОКТОРА БУДІВНИЦТВА» Академії Будівництва України, (м.Київ, КНУБА 15.05.2024р.).

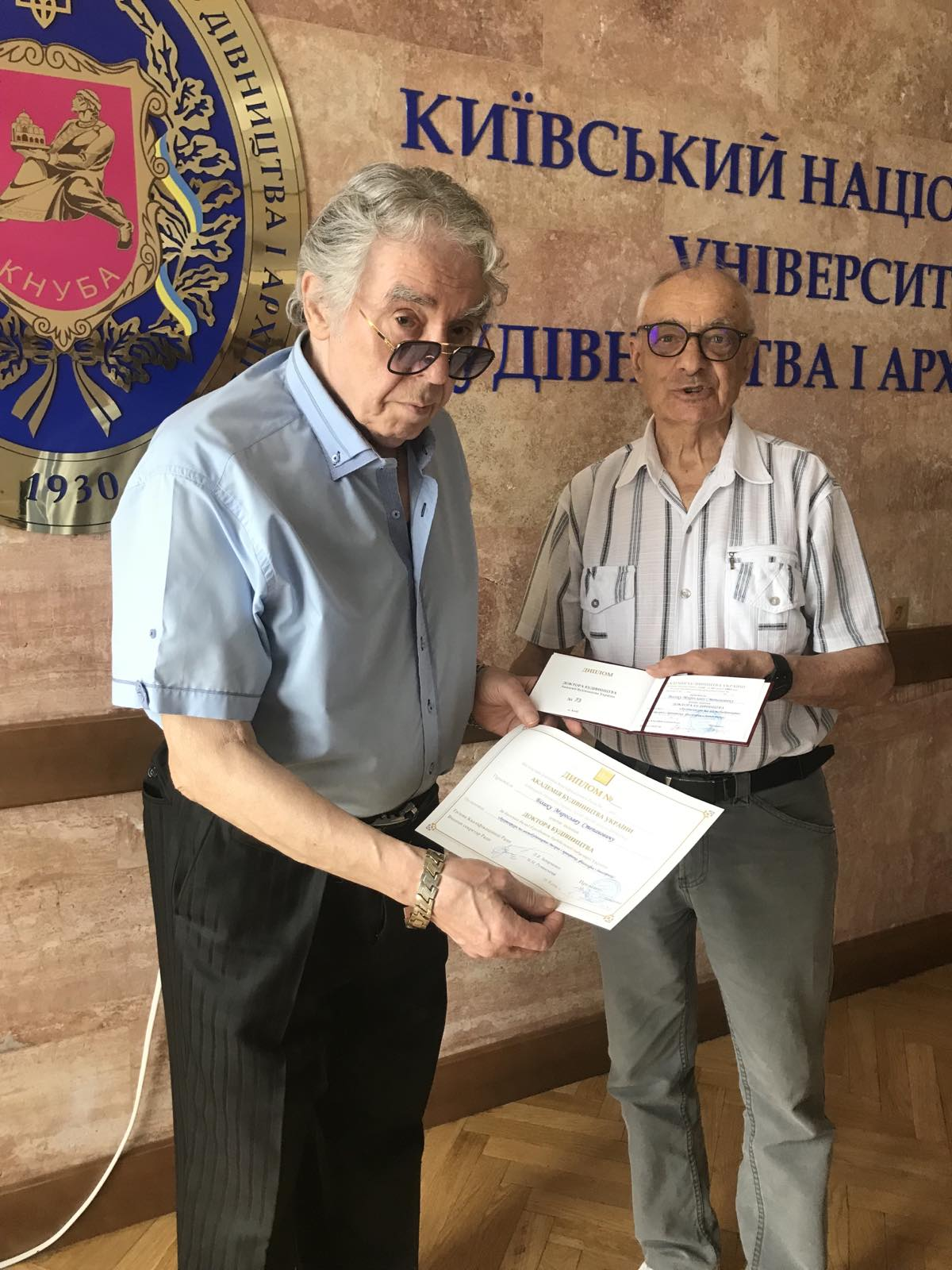
Київський Національний Університет Будівництва і Архітектури

## Життєпис
Мирослав Білик у 1979 році закінчив Грузинський політехнічний інститут, Національний університет «Львівська політехніка» Балотувався кандидатом у Народні депутати України в 1998 та 2002 роках по одномандатному виборчому округу №166.
Депутат та член Президії Тернопільської обласної та районної рад чотирьох скликань, очолював депутатську комісію з архітектури і будівництва (1998-2015). Перший заступник Голови Тернопільської обласної ради (2006–2009). Член Президії НТР Держбуду України (2000-2002).
Голова Наглядової Ради ПрАТ «Архітектурно-будівельна Науково-проєктно-виробничої Корпорації „Терно-КОРС“» (2009 р. по д/час).
Дійсний член Академії Будівництва України (АБУ) та керівник Тернопільського територіального відділення АБУ (2004 р. по теперішній час). Дійсний член Української Академії архітектури (УАА) та керівник Галицько-Волинського центру УАА (1998 р. по терішній час). Кандидат архітектури (1985 р., Московський архітектурний інститут, Москва), старший науковий співробітник. Доктор архітектури (1987 р., Тбіліський науково-дослідний інститут експериментального проєктування, Тбілісі). Член Національної спілки архітекторів України (1986 р. по теперішній час). Член Асоціації керівників підприємств СНД (1990 р., Москва).
Член Лейпцизької спілки менеджерів (1995 р.). Голова правління Волинської обласної організації та член Президії САУ (1989–1993 рр.). Голова Тернопільського відділення Українського товариства пам'яток історії та культури (1993–2010 рр.). Голова Ради Тернопільського Фонду неординарних ідей і проєктів (1995–2011 рр.). Член спілки підприємців малих, середніх і приватизованих підприємств України (2005 р.  по теперішній час). Член Асоціації «Українське об'єднання проєктних організацій» (з 2007 р. по теперішній час). Професор ЗУНУ (з 04 березня 2024 р. по теперішній час).

## Наукові здобутки
Науково-професійний потенціал М.С.Білика за період його творчої діяльності на теренах Грузії, Росії та України становить приблизно 210 наукових праць і публікацій, десяток книжок і монографій, низку науково-дослідних робіт (НДР та науково-технічних і науково-методичних розробок, більше 100 проектних робіт, цілий ряд з яких реалізовані, впроваджені та збудовані.
На даний час М.С. Білик презентує монографію «Архітектура та містобудівництво. Теорія і практика. Філософія і діалектика». / М.С.Білик. – Тернопіль: ТОВ «Терно-Граф», 2023-432с; іл.
Рецензенти:
СЛЕПЦОВ О.С. – Президент Української Академії архітектури, народний архітектор України, доктор архітектури, професор; НАЗАРЕНКО І.І. – Президент Академії будівництва України, заслужений діяч науки і техніки України, доктор технічних наук, професор.
Заслужений архітектор України, почесний працівник будівництва та архітектури, канд.арх./Доктор філософії с.в.с. Доктора архітектури, старший науковий співробітник, професор ЗУНУ академік  АБУ  Мирослав Білик.

### Споруди та проєкти (основні)
- Экспериментальные и рабочие проекты горно-лыжных курортно-рекреационных комплексов Боржоми, Бакуриани, Бахмаро, Коджори и др. (1976—1988, ГПИ «Грузгипрогорстрой», «ТбилЗНИИЭП»", Грузинская ССР)
- Республиканский павильон Грузинской ССР на ВДНХ СССР (1983,Москва)
- НИР «Перспективная схема розвития туризма в Грузинской ССР  до 2010г.» (1984, ТбилЗНИИЭП, Грузинская ССР)
- Конкурсной проект общежития для студентов  на  600 мест со встроено-пристроенным культурно-бытовым   комплексом (1986, Москва)
- Комплексна регенерація історичної частини м.Луцьку, м.Горохова, м.Берестечко та ін.містоутворень Волинської області (1989-93р.р.)
- Будівництво Дво-храмового Собору єднання християн Заходу і Сходу на 2700 парафіян у смт Підволочиськ Тернопільської області (1993-2010)
- Генеральний план суміщений з проєктом регенерації історико-архітектурної забудови центральної частини м.Збаража (1994-1995)
- Будівництво Центру охорони праці по вул. Шпитальній у м.Тернополі (1996-1997)
- Експериментальний проєкт трьох-комплектної гімназії на 21 клас/ 504учні (1997-1998)
- Будівництво Комплексу Новоапостольської церкви з адміністративно-житловим блоком по вул. Збаразькій у м.Тернополі (1999–2002)
- Будівництво багатоквартирного житлового комплексу по вул. Підкови у м. Тернополі (2003-2011)
- Проєкт Спортивно-оздоровчого комплексу східних Єдиноборств у м. Київ (2007)
- Конкурсний проєкт (шифр — 337733) Храму Преображення Господнього в комплексній забудові Свято-Успенської Почаївської Лаври (2010, Київ НСАУ)
- Проєкт Спортивного комплексу Тернопільського Національного економічного Університету у м. Тернополі (2010)
- Реконструкція комплексу будівель Тернопільського обласного клінічного перинатального центру «Мати і дитина» по вул. Замковій, 10 у м. Тернополі (2012-2015)
- Проєкт комплексної реконструкції палацу Гнєвошів для позашкільної роботи з учнівською молоддю в смт. Золотий Потік Бучацького району Тернопільської обл. (2016)
- Будівництво сучасного бізнес-хабу "Територія успіху" в комплексі критого ринку по вул.О.Гончара, 21 в м.Чорткові Тернопільської області (2018-2019 р.р.)
- Будівництво споруд для розвитку малого підприємництва в комплексі бізнес хабу по вул.О.Гончара, 21 в м.Чорткові Тернопільської області (2019-20р.р.)

### Публікації та монографії (основні)
- «Системные иследования в рекреационной общности»// Зб.:Функционально-пространственное развитие населённых мест в Грузинской ССР (Тбилиси,1985)
- «Теория исследования сложных систем и ее применение в формировании рекреационной общности (градостроительные аспекты)» -545с., іл.(Москва, 1987).
- «Мониторинг формирования градостроительных структур непроизводственной сферы»— 192с.,іл (Москва, 1991)
- «Філософський зріз архітектурної діяльності і теорія формування складних систем в містобудуванні»— 331с., іл.(Тернопіль, 1998р.)
- «Методичні рекомендації по проектуванні навчальних закладів нового типу в умовах Західного регіону України»— 46с., іл.(Тернопіль,1999р.)
- «Діалектика архітектурно— містобудівельної діяльності»— 383с., іл. (Тернопіль, 2003р.)
- «Теорія і практика формування містобудівельних систем»— 320с., іл. (Тернопіль, 2005р.)
- «Як забудовувати міста і села Тернопільщини»// Свобода №72 (Тернопіль,2006р.)
- «Інженерно-геологічний аналіз та моніторинг процесонебезпечних територій в межах Тернопільської області» // Зб.: Можливості сучасних ГІС/ДЗЗ— Технологій… (Тернопіль,2007р.)
- «Інноваційна економіка та інвестиційна інфраструктура на Тернопіллі»// Зб.№2: Шляхи активізації інноваційної діяльності в Україні (Київ, 2008р.)
- «Історико-архітектурна забудова містоутворень правобережної України та проблеми її збереження» // Кн.: Академія Будівництва України— 15 років звершень (Київ, 2008р.)
- «Мониторинг геологической среды территории Тернопольской области в связи с активизацией экзогенных процесов» / Ж.: ГЕО профиль, 2009 №4 (7).Стр.15-20 / Киев-2009г.
- «Творчі досягнення колективів та особистостей»//Кн.:20-ти річному ювілею АБУ (Київ,2013)
- «Вивчення і картографування зсувів та моніторінг геологічного середовища території Тернопільської області» / Зб.: Екололічні проблеми надрокористування. Наука, освіта та практика. Ст.14-17 / Матеріали Всеукраїнської конференції Львівського національного Університету ім.І.Франка / Львів - 2019р.
- Монографія «Архітектура та містобудівництво. Теорія і практика. Філософія і діалектика", Тернопіль, 2023 - 432с; іл. та інші.

## Нагороди та відзнаки
Мирослав Білик нагороджений цілим рядом професійних, державних, світських і церковних нагород та відзнак, таких як:
- Перша премія СА Грузинської РСР за конкурсний проєкт по організації  відпочинку в Боржомському курортному каньйоні, 1985 р.;
- Диплом І ступеня Національна спілка архітекторів України 1988р.;
- Указ Президента України №476/95 від 23.06.1995 р. про присвоєння почесного звання «Заслужений архітектор України», 1995;
- Грамота КМ України, подяка Прем'єр— міністра України, 2000р.;
- Почесна Грамота Правління Українського Фонду Миру,2000р.;
- Диплом І ступеня Держбуду України, 2000р.;
- Диплом учасника конкурсу із Державної премії в галузі архітектури №17 від 17.05.2001 р.;
- Номінант національного проєкту «Золота книга Української еліти», 2001р.;
- Лауреат міжнародної нагороди «Керівник XXI століття», 2001р.;
- Орден лицарської доблесті Архистратига Михаїла, 2001р.;
- Лауреат міжнародної нагороди «Centry International Quality Era», 2002р.;
- Медаль «За громадянську мужність», 2002р.; Грамота НСА України,2003 р.;
- Орден «Святий князь Володимир», 2003р.; Почесна Грамота Держбуду України, 2003 р.;
- Грамота та нагрудний знак Верховної Ради України «За заслуги перед українським народом», 2003р.;
- Міжнародна нагорода «Золотий меркурій»— Асамблея ділових, наукових і творчих кіл України та «Europe Business assembly» (Оксфорд, Англія), 2004р.;
- Диплом міжнародних Інтернет проєктів «Золота Еліта України»,2005р.;
- Орден Св. Юрія Переможця,2007р.; Орден Св. Миколая Чудотворця, 2008р.;
- Почесний працівник будівництва та архітектури, 2008р.
- «Керівник 2010 року України» за професійне управління підприємством-лідером економіки України (Міжнародний рейтинг «Ліга кращих»), 2010р.;
- Орден «Почесний хрест» №0356 «За професіоналізм, наполегливість і самовіддану працю», 2010р.
- Диплом учасника конкурсу із Державної премії в галузі архітектури №2 від 28.05.2010 р.;
- Номінант національного проєкту «100 провідних будівельників та архітекторів України», 2010 р.;
- Номінант проєкту «Національні лідери України»-К.: Інститут біографічних досліджень,2012р.
- Нагрудний знак «Честь і слава Тернопільщини» №311-з від 09.09.2013 р.;
- Диплом та Медаль Лауреата премії АБУ імені акад.М.С.Буднікова, 2013 р.;
- Грамота-Подяка Голови Тернопільської ОДА, за особистий внесок у розвиток будівельної галузі, 2016 р.;
- "Лідер року-2017" / Золото рейтингу ПрАТ АБ НПВ Корпорації "Терно-КОРС" серед підприємств України (Національний бізнес - рейтинг, Київ-2017р.).
- "Керівник року-2019" - За управлінську ефективність, раціональне стратегічне планування, системний підхід у досягненні цілей (Національний бізнес-рейтинг, Київ-2019р.)
- Почесні грамоти, дипломи, грамоти, відзнаки і подяки комітетів Верховної Ради, Держбуду, Мінрегіонбуду, НСАУ, АБУ, УАА, Тернопільської ОР, ОДА, РДА і т.ін. (2000—2020рр.)
- Почесний громадянин смт.Підволочиськ Тернопільської області